# Сайра атлантична
Сайра атлантична або Макрелещука атлантична (Scomberesox saurus) — вид окунеподібних риб з роду макрелещука (Scombresox), родини макрелещукових (Scombresocidae).
Представники цього виду відрізняються сильно витягнутими у вигляді дзьоба щелепами, дуже дрібними зубами, витягнутим тілом і присутністю позаду спинного і підхвостового плавців ряду додаткових маленьких плавців (як у тунця, макрелі і інших). Має довжину 30-40 см, згори темно-синього кольору, на боках світліші із зеленим відтінком; боки голови і нижня сторона блискучого сріблястого кольору; плавці блідобурі.
Сайра атлантична мешкає поблизу поверхні, і часто вистрибує над поверхнею.
Риба харчується зоопланктоном і личинками риб. На неї полює тунець, марлін, тунець блакитний і тріска.
Мешкає в Атлантичному океані, досягаючи у великих кількостях Великої Британії, і в Середземному морі (по інших дослідженнях середземноморська форма представляє окремий вид). М'ясо смачне.
Існують два визнаних підвидів в цьому роді:
- Scomberesox saurus saurus (Walbaum, 1792) (Сайра атлантична)
- Scomberesox saurus scombroides (J. Richardson, 1843) (Сайра королівська)